# 陳本禮
陳本禮（1739年—1818年），字嘉會，號素村，自號邗江逸叟，別號耕心野老。清江都（今江蘇省江都縣）人。
乾隆四年（1739年）生，有子陈逢衡。父子并好诗文，治经史，勤于考订。家中多藏書，曾在广陵南郊甪里村筑“瓠室”为私人藏书楼，藏书十万余卷，與玲瓏山館馬曰琯、馬曰璐兄弟，以及石研齋秦恩復齊名。嘉慶辛未（1811年）開始笺注《楚辭》，一年之中稿凡五易，次年刊成《屈辭精義》六卷。嘉慶二十三年（1818年）去世，享年八十歲。著有《屈辭精義》、《漢樂府三歌註》、《協律鉤元》、《急就探奇》，集成《瓠室四種》。又著有《焦氏易林考正》、《揚雄太元靈曜》等。